# وعلان فلفيتشي
وعلان فلفيتشي (الاسم العلمي:Commelina welwitschii) هو نوع من النباتات يتبع جنس الوعلان من الفصيلة الوعلانية.